# 耶律佶
耶律佶，辽朝官员，出自耶律氏。
辽道宗大安二年（1086年）耶律佶官至银青崇禄大夫、檢校司空、使持节安州诸军事、安州刺史、充本州团练使、知涿州军州事、兼管内巡检安抚屯田劝农等使、兼侍御史、轻车都尉、漆水县开国侯、食邑一千户、食实封一百户。